# Turbofan
O motor Turbofan é um motor a reação utilizado em aviões projetados especialmente para altas velocidades de cruzeiro, que possui um ótimo desempenho em altitudes elevadas, entre 10.000 metros e 15.000 metros, ou até um pouco mais, apresentando velocidades na faixa de 700 km/h até 1.000 km/h.

O motor é constituído por um fan (ventoinha, em inglês) que complementa o fluxo de ar gerado pelos compressores de baixa pressão e alta pressão. É um tipo bem mais moderno de motorização, uma evolução natural do motor turbojato.
Cada tipo de motor turbofan apresenta poucas diferenças no modo de operação, sendo que em todos os modelos modernos de motor turbofan o fan é uma extensão de um compressor de baixa pressão (LPC, ou Low Pressure Compressor), este montado logo atrás do fan.
Praticamente todos os motores que impulsionam os aviões comerciais e executivos a jato atualmente são turbofans. Eles são apreciados por sua eficiência e por serem relativamente pouco ruidosos em relação aos modelos de aeronaves impulsionados por turbojatos.

Turbofan

Turbofans são menos utilizados em aeronaves militares, nas quais altas velocidades e baixo peso são necessários, ao passo que ruído e eficiência são menos importantes. Porém, já existem exemplos de sucesso do emprego de motores turbofan em jatos militares, entre eles o Saab JAS 39 Gripen e o Boeing F/A-18 Super Hornet.

## Características

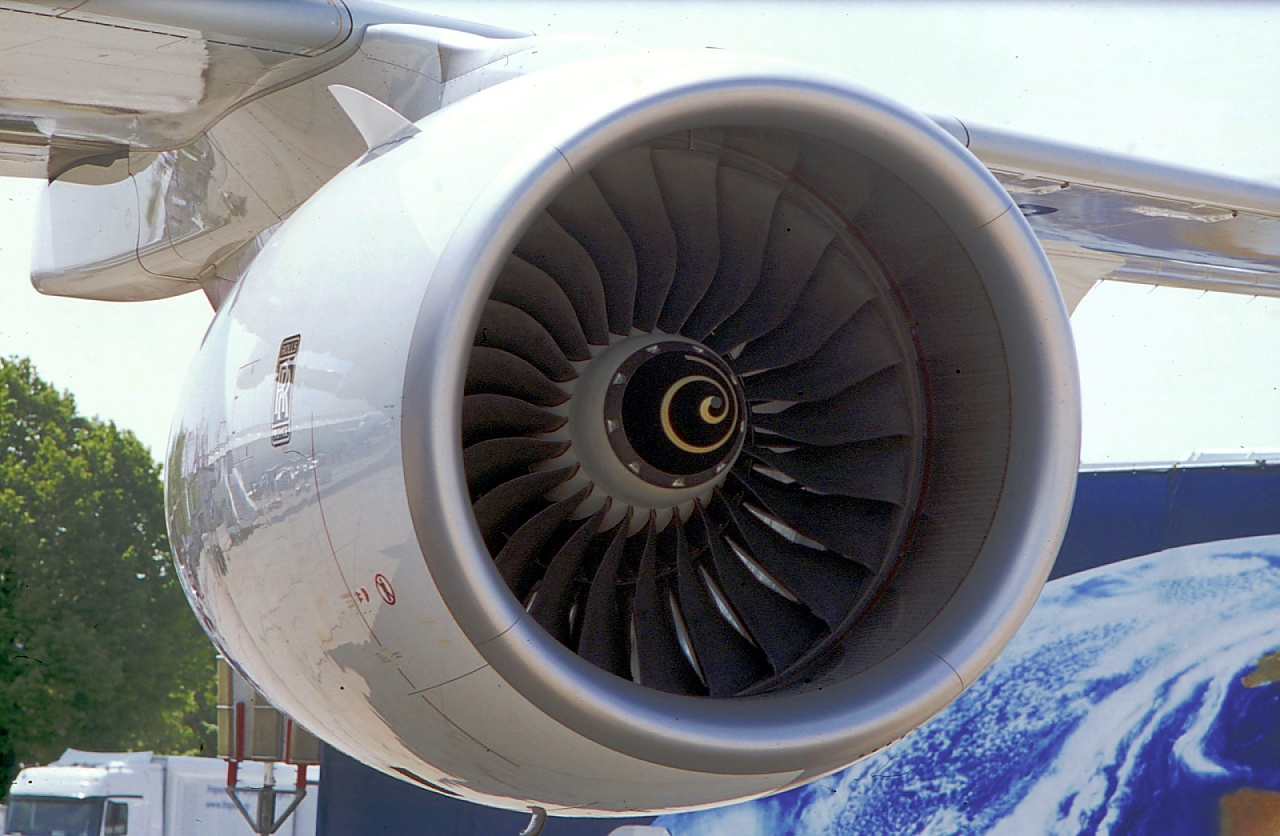
Motor turbofan Rolls-Royce Trent 900 de um Airbus A380.

Em um turbofan, o ar passa por uma via de admissão antes de ser comprimido a uma pressão maior por um conjunto de ventoinhas que formam o compressor. Esse mesmo ar comprimido passa por uma câmara de combustão na qual é misturado com o combustível (geralmente querosene) e então detonado. Os gases de combustão passam então por uma turbina em que sua energia produzida é transmitida por um eixo para mover o compressor e assim por diante, como em uma reação em cadeia.
Apesar do processo de expansão do ar na turbina reduzir a pressão e a temperatura dos gases, normalmente ainda há energia suficiente para gerar um jato de gases de alta velocidade, já que os gases se expandem à pressão atmosférica através do bocal de saída. Esse processo normalmente produz um impulso na direção oposta à do jato de gases, o que no meio aeronáutico chamam de empuxo. Esse fenômeno que produz o empuxo está relacionado à Terceira Lei de Newton, também conhecida como Lei da Ação e Reação.

Ao contrário de um motor cíclico, um turbofan utiliza um processo contínuo.
O processo descrito acima é, estritamente, para um turbofan de eixo simples. Após a Segunda Guerra Mundial, turbofans de eixo duplo foram desenvolvidos para facilitar o manejo dos sistemas de compressão. A adoção de um sistema de dois eixos permite que o sistema de compressão seja divido em dois, com um compressor de baixa pressão (LPC, ou Low Pressure Compressor) sobrecarregando um compressor de alta pressão (HPC, ou High Pressure Compressor). Cada compressor é montado em um eixo distinto (coaxial), que é movido por sua própria turbina, a turbina de alta pressão e a turbina de baixa pressão, na sequência. Fora isso, um turbofan de dois eixos é muito similar a um turbofan de eixo simples.
Os turbofans modernos evoluíram do turbofan de eixo duplo, basicamente aumentando o tamanho relativo do compressor de baixa pressão até o ponto no qual uma parte (se não a maior parte) do ar em alta velocidade passa pelo motor contornando o fluxo principal, passando ao redor da câmara de combustão. Esse ar pode tanto expandir-se através de um bocal independente quanto ser misturado aos gases quentes que saem da turbina de baixa pressão, antes de se expandir através de um bocal comum. Apesar de gerarem um jato mais lento, os turbofans civis modernos são mais silenciosos que seus turbofans equivalentes. Turbofans têm ainda uma eficiência térmica maior, que será explicada mais abaixo. Em um turbofan, o compressor de baixa pressão é freqüentemente chamado de ventoinha. Turbofans civis geralmente têm uma única ventoinha, enquanto que a maioria dos turbofans militares têm várias ventoinhas.

## Motor turboélice
O motor turboélice é diferente do motor turbofan, nele são turbinas movidas a gás que transmitem quase toda sua energia para uma engrenagem que move um hélice com várias pás. Os motores turboélice ainda são populares em aviões de pequeno porte (Beechcraft King Air, por exemplo) e de médio porte (ATR-72, por exemplo), e menos velozes que aviões a jato
O turboélice é recomendável para velocidades moderadas e o turbofan é melhor para velocidades altas, imaginou-se que a velocidades medianas uma junção dos dois sistemas seria melhor.

## Motor turbofan

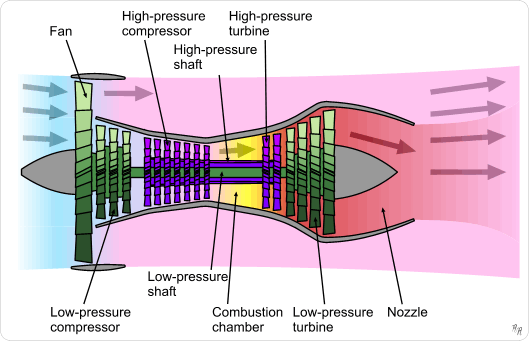
Esquema de um turbofan de alta taxa de contorno (HBR, High Bypass Ratio).

O motor turbofan foi originalmente chamado de turbofan de contorno de ar pelos seus inventores. Outro nome ocasionalmente usado é "ventoinha interna", sendo que esse nome também é usado para hélices e ventoinhas utilizadas em aplicações verticais.
A chamada taxa de contorno (em inglês bypass ratio) está relacionada ao volume de ar que contorna a câmara de combustão, é um parâmetro frequentemente utilizado para classificar turbofans, apesar de a propulsão específica ser um parâmetro mais adequado
A diferença entre um turbofan e uma hélice, além da propulsão direta, é que a entrada de ar do primeiro desacelera o ar antes que este chegue às lâminas da ventoinha. Ao passo que tanto hélices quanto ventoinhas são eficientes apenas a velocidades subsônicas, ventoinhas internas permitem boa eficiência a velocidades maiores.
Dependendo da propulsão específica, ventoinhas internas alcançam máxima eficiência entre 400 e 2000 km/h (250 a 1300 mph), sendo portanto a opção de motor mais comum tanto das companhias comerciais de hoje quanto das aeronaves militares supersônicas ou subsônicas, sejam de treino sejam de combate. Entretanto, é importante notar que turbofans utilizam grandes entradas de ar para desacelerar o ar a velocidades subsônicas (conseqüentemente reduzindo as ondas de choque através do motor). 
O ruído de qualquer tipo de turbofan está fortemente relacionado com a velocidade dos gases expelidos. Turbofans com alta taxa de contorno (baixa propulsão específica) são relativamente menos ruidosos se comparados aos turbofans com baixa taxa de contorno (alta propulsão específica). 
Um motor com baixa propulsão específica tem, por definição, um jato de menor velocidade, como mostra a equação abaixo (aproximada) para propulsão:
{\displaystyle F_{n}={\dot {m}}\cdot (V_{jfe}-V_{a})}
onde:
{\displaystyle {\dot {m}}=\,} massa de ar que entra
{\displaystyle V_{jfe}=\,} velocidade do jato totalmente expandido (na pluma de exaustão)
{\displaystyle V_{a}=\,} velocidade do avião
Reorganizando a equação acima, propulsão específica é dada por:
{\displaystyle {\frac {F_{n}}{\dot {m}}}=(V_{jfe}-V_{a})}
Portanto, para uma determinada velocidade a propulsão específica é diretamente proporcional à velocidade do jato. Relativamente falando, motores com baixa propulsão específica têm um maior diâmetro para acomodar o grande volume de ar necessário para uma dada propulsão.
Aviões a jato são considerados ruidosos, mas um motor convencional a pistão ou um motor turboélice desenvolvendo a mesma potência seria muito mais barulhento.

## A origem do motor turbofan
Os primeiros turbofans eram muito ineficientes no consumo de combustível, já que sua taxa de pressurização e a temperatura da entrada da turbina eram muito limitadas pela tecnologia da época. O primeiro turbofan em operação foi o Daimler-Benz DB 670 (popularmente conhecido como 109-007) que foi testado em 1º de abril de 1943. O projeto foi posteriormente abandonado por causa da guerra e principalmente por causa de problemas que não foram resolvidos. Materiais melhores, e a introdução de compressores duplos, como no motor Pratt & Whitney JT3C, melhoraram a taxa de pressurização e consequentemente a eficiência termodinâmica dos motores, mas levaram a uma fraca eficiência propulsiva, já que turbofans genuínos têm alta propulsão específica e alta velocidade de exaustão. 
Os turbofans originais de baixa taxa de contorno foram projetados para melhorar a eficiência de propulsão reduzindo a velocidade de exaustão a um valor próximo do da velocidade da aeronave. O Rolls-Royce Conway, o primeiro turbofan a entrar em produção, tinha uma taxa de contorno de 0.3, similar ao moderno motor de caça General Electric F404. Turbofans civis dos anos 1960, como o Pratt & Whitney JT8D e o Rolls-Royce Spey tinham taxas de contorno próximas a 1, mas não eram similares aos seus equivalentes militares. O distinto motor General Electric CF700 foi desenvolvido como um motor com ventoinha frontal, com uma taxa de contorno de 2.0. Ele era derivado do turbofan General ElectricJ85/CJ610 do T-38 Talon e do Learjet (2,850 lbf ou 12,650 N) para impulsionar o grande Rockwell Sabreliner 75/80 , assim como o Dassault Falcon 20 com um aumento de cerca de 50% no impulso (4,200 lbf ou 18,700 N). O CF700 foi o primeiro turbofan de tamanho reduzido do mundo a ser certificado pela Administração Federal de Aviação (FAA, Federal Aviation Administration ). Atualmente, há mais de 400 aeronaves equipadas com o CF700 em operação ao redor do mundo, com uma base de experiência de mais de 10 milhões de horas de serviço. O turbofan CF700 foi ainda usado para treinar astronautas durante o Projeto Apollo como o motor do Veículo de Pouso e Pesquisa Lunar.

## Turbofans de baixa taxa de contorno

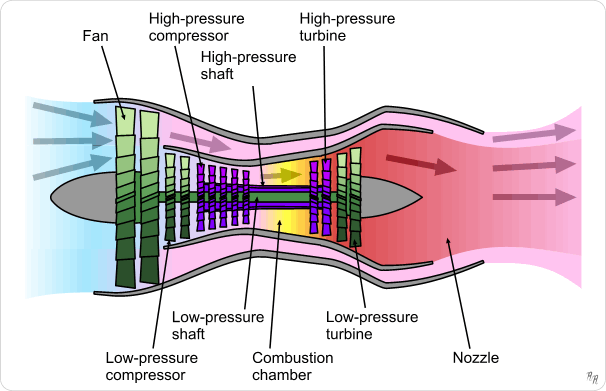
Esquema mostrando um turbofan de eixo duplo com exaustão mista, mostrando os eixos de baixa (verde) e alta (roxo) pressão. A ventoinha é movida pela turbina de baixa pressão, enquanto que o compressor de alta pressão é movido pela turbina de alta pressão.

Um turbofan de alta propulsão específica e baixa taxa de contorno normalmente tem uma ventoinha de vários estágios, criando uma taxa de pressurização relativamente alta e, consequentemente, conseguindo uma alta velocidade de exaustão. A passagem central de ar precisa ser suficientemente grande para conseguir a força necessária para mover a ventoinha. Um menor fluxo de ar na passagem central e uma maior taxa de contorno podem ser conseguidas aumentando-se a temperatura de entrada do disco da turbina de alta pressão.
Imagine uma situação hipotética na qual um novo turbofan de baixa taxa de contorno e exaustão mista substitua um velho turbofan, preferencialmente em uma aplicação militar. Diga-se que o novo motor tem o mesmo fluxo de ar e a mesma propulsão específica que o motor que está substituindo. Um fluxo de contorno apenas pode ser iniciado se a temperatura de entrada do motor for aumentada, para compensar para uma correspondente diminuição do fluxo de ar na passagem principal. Melhoramentos no arrefecimento do motor e novas tecnologias de materiais poderiam facilitar de uma maior temperatura de entrada, desconsiderando diminuição da temperatura do ar, o que resultaria numa provável queda na taxa de pressurização. 
Feito de forma eficiente, o turbofan final provavelmente operaria a pressões de bocal maiores que as do turbofan, mas com uma temperatura de exaustão menor para reter a propulsão específica. Uma vez que o aumento de temperatura através de todo o motor (da entrada ao bocal) seria menor, o fluxo de combustível também seria menor, resultando em um menor consumo específico de combustível (SFC, specific fuel consumption).
Alguns turbofans militares de baixa taxa de contorno (como o F404) possuem lâminas de entrada variáveis, com dobradiças ao estilo de piano, para direcionar o ar diretamente ao primeiro disco. Isso aumenta a margem de sucção da ventoinha. As asas anguladas do F-111 alcançaram um grande alcance e uma grande capacidade de carga por ser o pioneiro no uso de tal motor, sendo que este é também o coração do famoso caça de superioridade aérea F-14 Tomcat, o qual usa os mesmos motores em um uma estrutura menor e mais ágil para conseguir um cruzeiro eficiente e uma velocidade de Mach 2.